# Jean-Louis de Saint-Joseph
Jean-Louis de Saint-Joseph (ca 1612-1690) est un carme déchaux français, auteur d'ouvrages historiques.

## Biographie
Jean-Louis de Saint-Joseph est né à Saint-Omer (France), dans les Pays-Bas espagnols, aux environs de 1612. Entré dans l'ordre des carmes déchaussés à l'âge de dix-huit ans, il s'y distingue par sa piété, son zèle et ses capacités, de sorte que diverses charges lui seront confiées, jusqu'à son décès, survenu à Douai, le 6 mai 1690.

## Postérité
En 1679, Jean-Louis a publié une histoire abrégée des Conciles. Le reste de ses œuvres est resté manuscrit. Il s'agit de compilations portant sur des sujets historiques : un panorama de l'histoire de l'Église du Ier au XVIIe siècle; une réflexion chronologique sur les aléas de l'Empire romain; et une mise en évidence des liens originels unissant les dynasties respectives des rois de France et des comtes de Flandres. Particulièrement d'actualité à l'époque du traité de Nimègue (1678), ce dernier ouvrage était conservé chez les carmes déchaux de Douai avant la Révolution.

### Œuvres
- Les combats de l’Église militante, Douai, 1679.
- Le miroir des choses ecclésiastiques, sous tous les Souverains Pontifes, depuis Saint Pierre jusqu'à Innocent XI.
- L'inconstance de la Fortune de l'Empire Romain, dans la succession des Empereurs.
- Des trois Races Royales de la France, de Mérovée, de Pépin, et de Capet, dans la succession des Comtes de Flandres.

### Études
- J.-N. Paquot, « Jean-Louis de Saint Joseph », Mémoires pour servir l'histoire littéraire des dix-sept provinces des Pays-Bas, de la principauté de Liège, et de quelques contrées voisines, Louvain, Imprimerie Académique, t. III,‎ 1770, p. 75, col.1 (lire en ligne).